# Edi Bajrektarevič
Edi Bajrektarevič, slovenski nogometaš, * 15. januar 1970.
Bajrektarevič je celotno kariero igral v slovenski ligi za klube Celje, Primorje, Vevče, Gorica, stara Olimpija, Tabor Sežana, Korotan, Ljubljana, Livar in nova Olimpija. Skupno je v prvi slovenski ligi odigral 182 prvenstvenih tekem in dosegel 20 golov. 
Za slovensko reprezentanco je nastopil 9. oktobra 1999 na kvalifikacijski tekmi proti grški reprezentanci.